# Hermann Gehri
Hermann Gehri (26 luglio 1899 – 25 novembre 1979) è stato un lottatore svizzero, specializzato nella lotta libera.

## Palmarès

### Olimpiadi
- Oro a Parigi 1924 nei pesi welter.